# فرنسيس أوموندي أوغولا
الجنرال فرنسيس أوموندي أوغولا (12 فبراير 1962 - 18 أبريل 2024) كان ضابطًا عسكريًا كينيًا خدم من أبريل 2023 إلى أبريل 2024 رئيس أركان قوات الدفاع الكينية «CDF».
قُتل في حادث تحطم طائرة مروحية يوم 18 أبريل 2024 الساعة 2:20 ظهرًا.

## سيرة حياته
انضم أوغولا إلى قوات الدفاع الكينية في عام 1984. بدأ حياته المهنية كملازم ثاني في القوات الجوية الكينية وتلقى تدريبًا كطيار مقاتل مع القوات الجوية الأمريكية. وفي عام 2018، أصبح قائدًا للقوات الجوية الكينية  ونائبًا لرئيس قوات الدفاع لاحقًا. تم تعيينه رئيسًا لقوات الدفاع من قبل الرئيس وليام روتو بعد تقاعد الجنرال روبرت كاريوكي كيبوتشي في أبريل 2023. في ذلك الوقت، أثار تعيين أوغولا الجدل بعد أن اتهمه رئيس اللجنة المستقلة للانتخابات والحدود بأنه جزء من وفد مجلس الأمن القومي الذي حاول التأثير على نتيجة الانتخابات العامة لعام 2022 ضد الفائز النهائي، روتو، الذي دافع عن أوغولا. بسبب مؤهلاته.
درس أوغولا وتخرج من المدرسة العسكرية في باريس، وكلية الدفاع الوطني في كينيا، وجامعة إجيرتون ، وجامعة نيروبي. حصل على العديد من الجوائز، بما في ذلك وسام القلب الذهبي لكينيا «EGH» ورئيس وسام الرمح المحترق «CBS».

## حياته الشخصية
كان أوغولا متزوجًا من إيلين ولديه ابنان وحفيد.

## وفاته
في 18 أبريل 2024 الساعة 14:20 بتوقيت محلي، وقع حادث تحطم مروحية عسكرية كينية غرب البلاد، مما أسفر عن وفاة قائد الجيش الكيني فرنسيس أوموندي أوغولا و9 من كبار ضباط الجيش، وإصابة اثنين آخرين. لم تعلن السلطات تفاصيل دقيقة حول سبب تحطم المروحية ولكنها أكدت وقوع الحادث في منطقة إلجيو-ماراكويت. قامت السلطات الكينية بفتح تحقيق لتحديد أسباب وملابسات الحادث. أدى الحادث إلى صدمة وحزن كبيرين في البلاد، وعقد الرئيس وليام روتو اجتماعاً عاجلاً لمجلس الأمن القومي لبحث الوضع.